# بلاك بيري كي ون
بلاك بيري كي ون (بالإنجليزية: blackberry key one)‏ هو هاتف ذكي يعمل بنظام أندرويد ويعتمد على شاشة لمس مع لوحة مفاتيح مادية مدمجة، تصنّعه شركة تي سي ال تحت علامة بلاك بيري موبايل. وكان يُعرف في الأصل باسم الشفرة غير الرسمي "ميركوري (Mercury)، تم الإعلان رسميًا عن الكي ون في ملتقى عالم الهاتف النقال في برشلونة في 25 فبراير 2017. بينما كانت هناك هواتف بلاكبيري السابقة التي تعمل بنظام أندرويد، فإن الكي ون هو أول هاتف بلاكبيري يعمل بنظام أندرويد ويتميز بالتصميم الأيقوني لبلاكبيري (بوجود لوحة مفاتيح مادية مدمجة تحت الشاشة بدلاً من وجود لوحة المفاتيح على شكل قابل للانزلاق مثل هاتف بريف). وأشار مسؤولو شركة تي سي ال إلى نجاح الكي ون، حيث ذكروا أنه تم بيع 850,000 وحدة منه.

## المواصفات
المعدات أو المواصفات الخارجية
تم تحميل وحدات بيع البلاك بيري كي ون الأولى مسبقًا بنظام أندرويد 7.1 نوجا، وتم تثبيت تطبيقات بلاكبيري هاب وديتيك مسبقًا. يعمل بواسطة بطارية غير قابلة للإزالة بسعة 3505 مللي أمبير ومعالج ثماني النواة من نوع سنابدراجون 625 وذاكرة وصول عشوائي بحجم 3 جيجابايت وذاكرة تخزين داخلية بحجم 32 جيجابايت. تم تصميم الأجهزة بواسطة شركة TCL الصينية. تم إطلاقه في الهند في 1 أغسطس 2017 بإصدار خاص باللون الأسود المحدود، والذي تم إطلاقه في الأسواق الأخرى في وقت لاحق. اللون، وبعض التغييرات في المواصفات، بما في ذلك ذاكرة وصول عشوائي بحجم 4 جيجابايت + سعة تخزين بحجم 64 جيجابايت، بدلاً من الإصدار الدولي الذي يأتي بذاكرة وصول عشوائي بحجم 3 جيجابايت + سعة تخزين بحجم 32 جيجابايت. تتميز النسخة الهندية أيضًا بفتحتين لبطاقة SIM، حيث يُزعم أنها "أول هاتف بلاكبيري يدعم بطاقتي SIM"، على الرغم من أن هاتف بلاكبيري أورورا في إندونيسيا يحمل هذا اللقب. يبلغ حجم الهاتف 149.1 × 72.4 × 9.4 ملم (4.5 بوصة). يتكون الجهاز من إطار ألومنيوم فضي، مع قبضة سوداء مطاطية في الخلف. يتميز الجهاز بمنفذ سماعة الرأس في الجزء العلوي من الهاتف. يتميز الجزء السفلي من الهاتف بمنفذ USB-C ومكبر صوت أحادي. يتميز الهاتف أيضًا بلوحة مفاتيح مادية مدمجة مع تقنية اللمس بالكامل تستجيب للتمرير وتعمل كلوحة تتبع، وماسح بصمات الأصابع الموجود في زر المسافة، واختصارات لوحة المفاتيح لتسريع تشغيل التطبيقات والميزات.
يتميز الهاتف بشاشة IPS بنسبة عرض إلى ارتفاع 3:2 بدقة 1080 × 1620 بكسل وكثافة بكسلات تبلغ 434 بكسلة في البوصة. يحتوي الهاتف على كاميرتين: كاميرا أمامية بدقة 8 ميجابكسل وكاميرا خلفية سوني IMX378 بدقة 12 ميجابكسل. يمكن للكاميرا الخلفية تسجيل فيديوهات بدقة 4K بسرعة 30 إطارًا في الثانية. يمكن للكاميرا الأمامية تسجيل فيديوهات بدقة 1080 بكسل بسرعة 30 إطارًا في الثانية. يمكن للهاتف التقاط الصور بنسبة عرض إلى ارتفاع 3:2 افتراضيًا (نسبة الشاشة) أو بنسبة عرض إلى ارتفاع 4:3 القياسية. كما يتميز الهاتف بتقنية تثبيت الصور الإلكترونية والضبط التلقائي.
السوفتوير (البرنامج)
شحن الكي ون بنظام أندرويد 7.1 "نوجا"، ولكنه سيتم تحديثه إلى نظام أندرويد 8.0 "أوريو". وعدت بلاكبيري بتوفير تحديثات أمان النظام للهاتف مرة واحدة في الشهر، مما ساهم في حصول الهاتف على الاعتماد الرسمي كونه متوافقًا مع متطلبات الشركات في نظام أندرويد من قبل جوجل.
اصدارات الجهاز:
في سبتمبر 2017، عملت تي سي ال بالتعاون AT&T Mobility على إصدار حصري لشبكة AT&T من الكي ون باللون الأسود الفضائي. يحتوي الجهاز على نفس المواصفات الأصلية، ولكنه يشترك في نفس الألوان المتوفرة في الإصدار الأسود المحدود. سيتوفر الجهاز فقط في الولايات المتحدة.</ref>
في الهند، أطلقت بلاكبيري نموذجًا مطورًا يُسمى بلاكبيري كي ون النسخة الخاصة . على عكس طراز كي ون العادي، يحتوي النموذج المحدود على ذاكرة وصول عشوائي بحجم 4 جيجابايت وذاكرة داخلية بحجم 64 جيجابايت، ويدعم بطاقتي SIM. قدمت بلاكبيري أيضًا ضمان استبدال الشاشة لمدة عام واحد مجانًا على بلاكبيري كي ون النسخة الخاصة عبر موقع OnlyMobiles.com. يتم بيع النسخة نفسها في جميع أنحاء العالم كـ النسخة السوداء.
في 16 نوفمبر 2017، أعلنت BB Merah Putih أن البلاكبيري كي ون سينضم إلى تشكيلة البلاكبيري الخاصة بهم، إلى جانب البلاكبيري أورورا. سيتم تسويق الجهاز، مثل الطراز الهندي، تحت عنوان الاصدار الاسود الخاص . تم عقد حدث مباشر في 23 نوفمبر. يتم بيع الجهاز في إندونيسيا عبر دينو ماركت.